# Завалишин, Анатолий Павлович
Анатолий Павлович Завалишин (24 августа 1933 — 2 мая 2011) — советский и украинский общественный деятель, организатор испытаний и запусков ракетно-космической техники, заместитель начальника космодрома Байконур (1986—1988), генерал-майор, лауреат Государственной премии СССР (1981), Президент Федерации космонавтики Украины (1991—2001), инициатор подготовки и соавтор Первой Национальной космической программы Украины.

## Биография
Родился 24 августа 1933 года в городе Лохвице Полтавской области. В 1957 году окончил Харьковское высшее авиационное инженерное училище ВВС.
С 1957 года работал на космодроме Байконур.
В 1957—1959 гг. — на наземных измерительных пунктах; В 1959—1986 гг. — работал в испытательном управлении космодрома, инженером, старшим инженером, начальником лаборатории, начальником отдела, заместителем начальника управления, начальником управления. С 1986 по 1988 гг. — заместитель начальника космодрома по научно-исследовательской и опытно-испытательной работы.
Участник космических запусков более 300 космических аппаратов — первых искусственных спутников Земли, первых космических кораблей, орбитальных и межпланетных станций, спутников связи и телевещания и специального назначения, космического самолета «Буран». Принимал участие в обеспечении 90 пусков межконтинентальных баллистических ракет Сергея Королёва, Владимира Челомея, 266 пусков космических ракет-носителей Сергея Королёва, Владимира Челомея, Михаила Янгеля, Владимира Уткина, Валентина Глушко, в том числе 51 раз был руководителем бригады испытателей — «стреляющим».
С 1992 по 1997 гг. — работал в Национальном космическом агентстве Украины, а с 1993 года — начальником управления космических программ, инициатор подготовки и соавтор Первой Национальной космической программы Украины. С 1997 по 2001 гг. — советник директора Института космических исследований НАНУ-НКАУ.
С 1991 по 2001 гг. — возглавлял Федерацию космонавтики Украины, а в 2002—2007 гг. — Вице-президент Аэрокосмического общества Украины.
Умер 2 мая 2011 года, похоронен в Киеве на Байковом кладбище.

## Автор трудов
Написал более 10 книг по истории космонавтики.
- Байконурские университеты: записки ветерана-испытателя. Машиностроение, 1999—205 стр.
- Сквозь пространство и время: записки ветерана космодрома Байконур / А. П. Завалишин; сост. Бы. В. Журахович, А. П. Завалишин. — Днепропетровск : Дніпрокнига, 1997. — 346 с. — ISBN 5-89975-085-5